# Juniperus phoenicea
Juniperus phoenicea (sabina negral o sabina suave) es una especie de conífera que habita en el contorno de la región mediterránea, alcanzando hasta las Islas Canarias (var. canariensis). Es la sabina más frecuente en la Península, faltando en gran parte de la mitad occidental. No suele ser abundante, apareciendo la mayoría de las veces aislada o en rodales poco extensos. La sabina se considera, según una ley del Gobierno de Canarias, el símbolo natural de la isla de El Hierro, conjuntamente con el lagarto gigante de El Hierro.

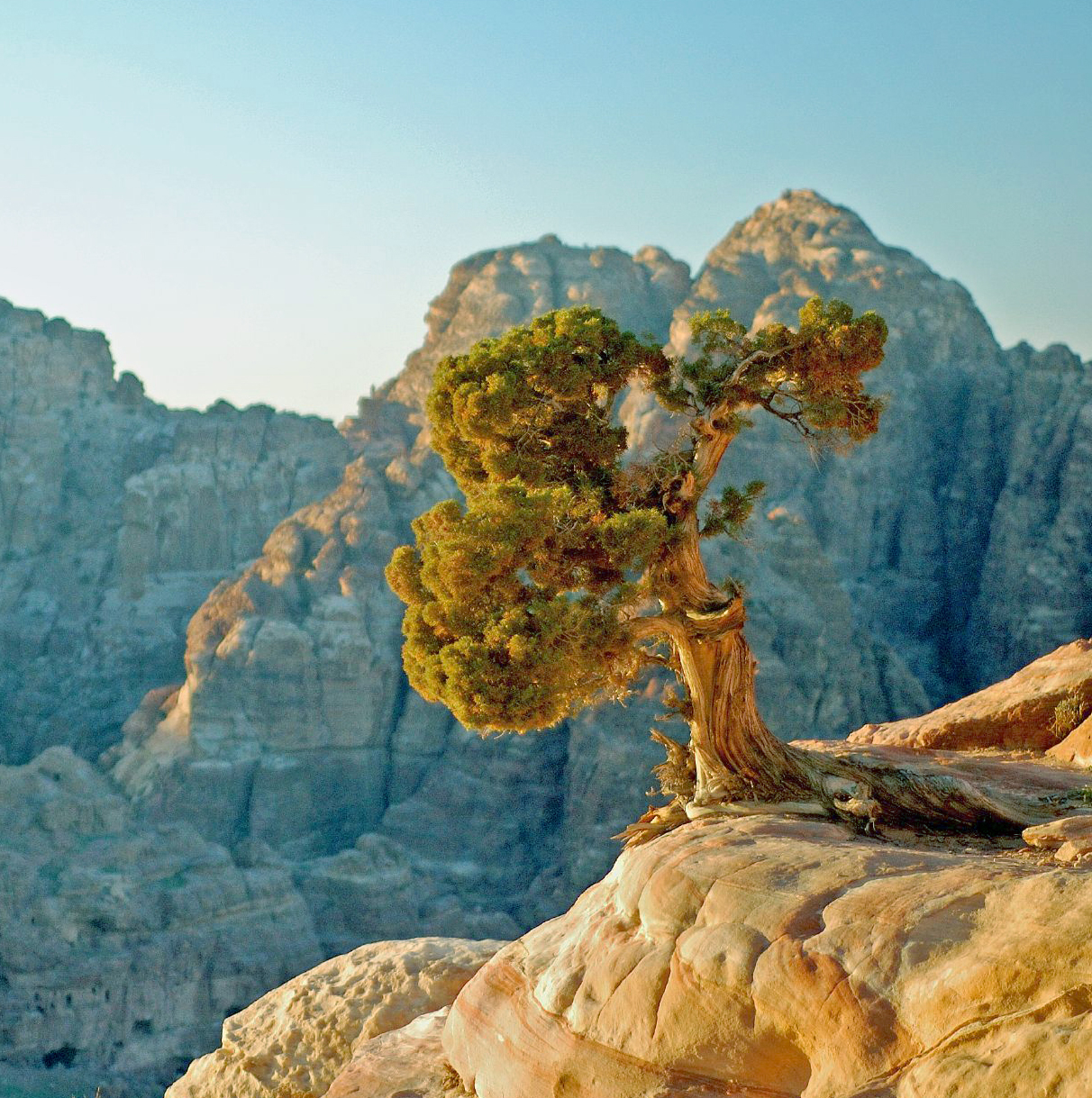
Vista de la planta

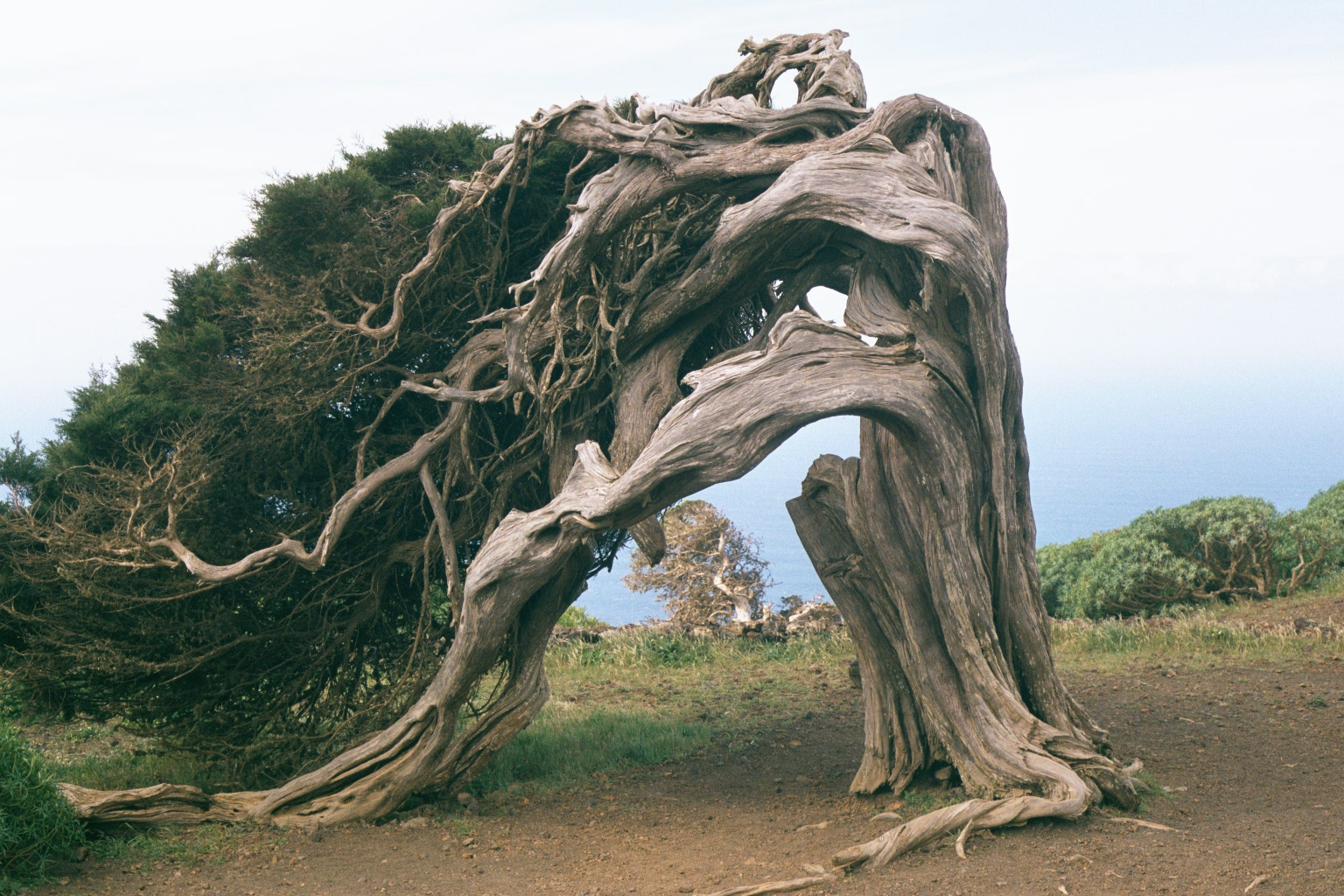
J. p. var. canariensis. Isla de El Hierro.

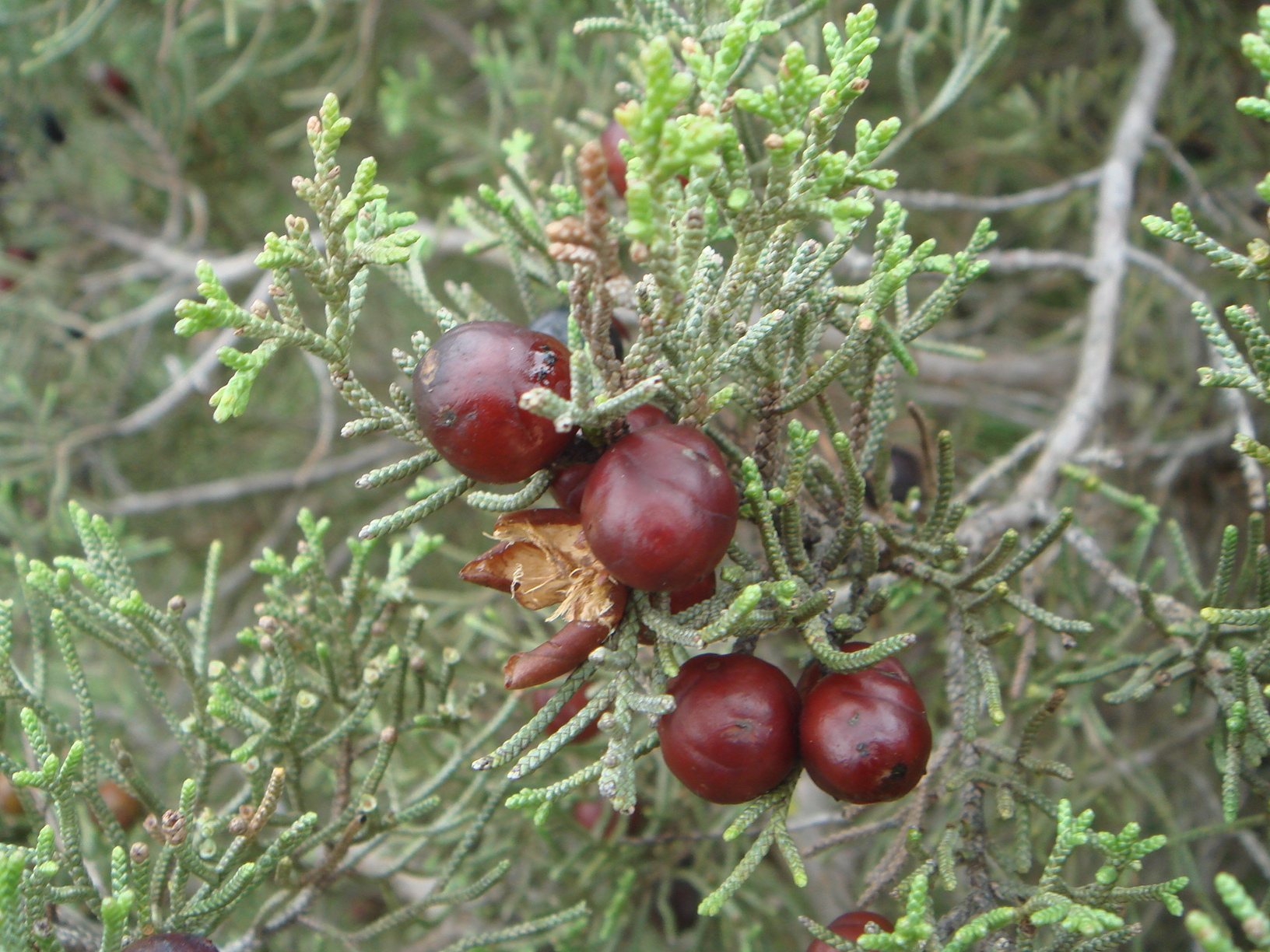
Detalle de la planta

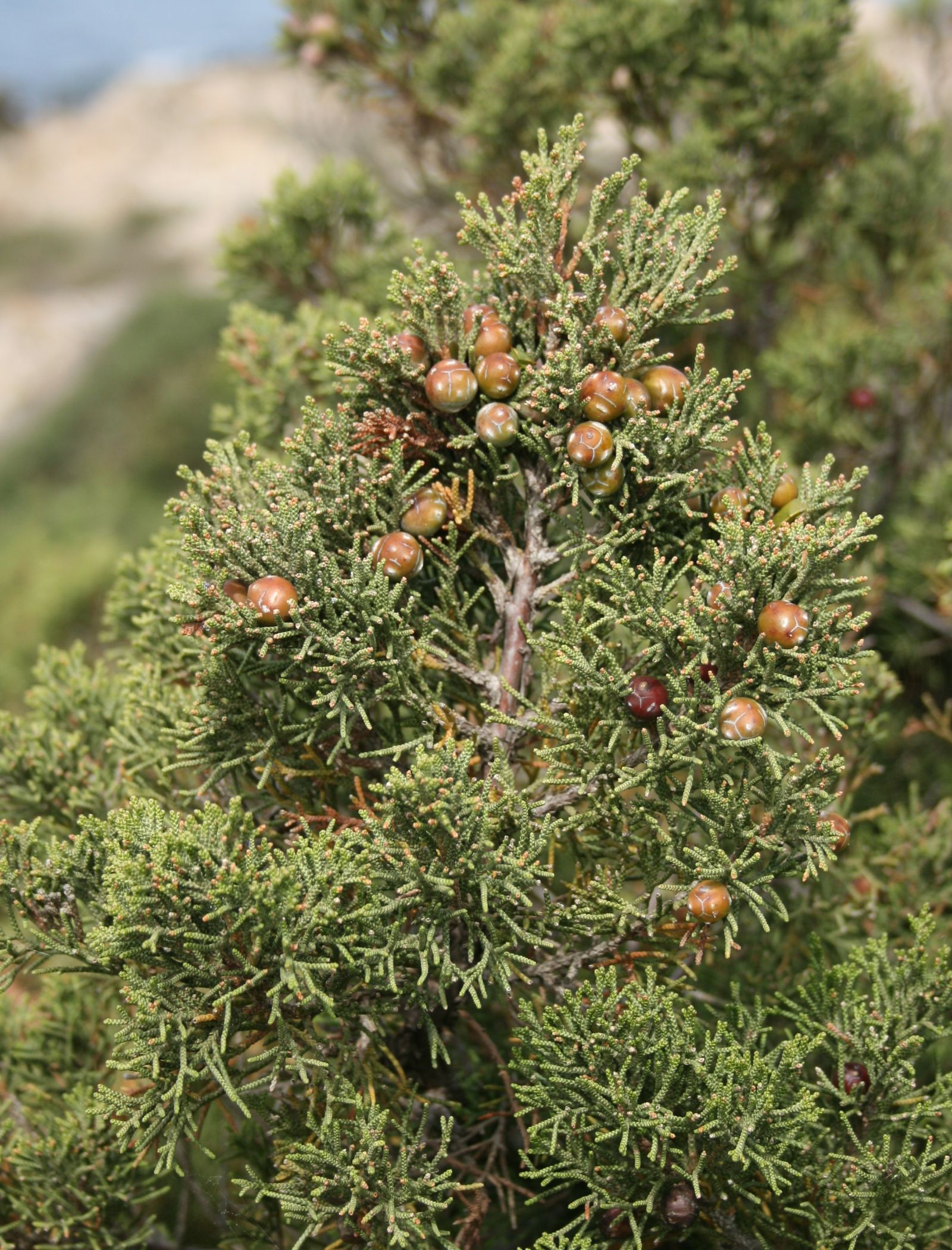
Vista de la planta

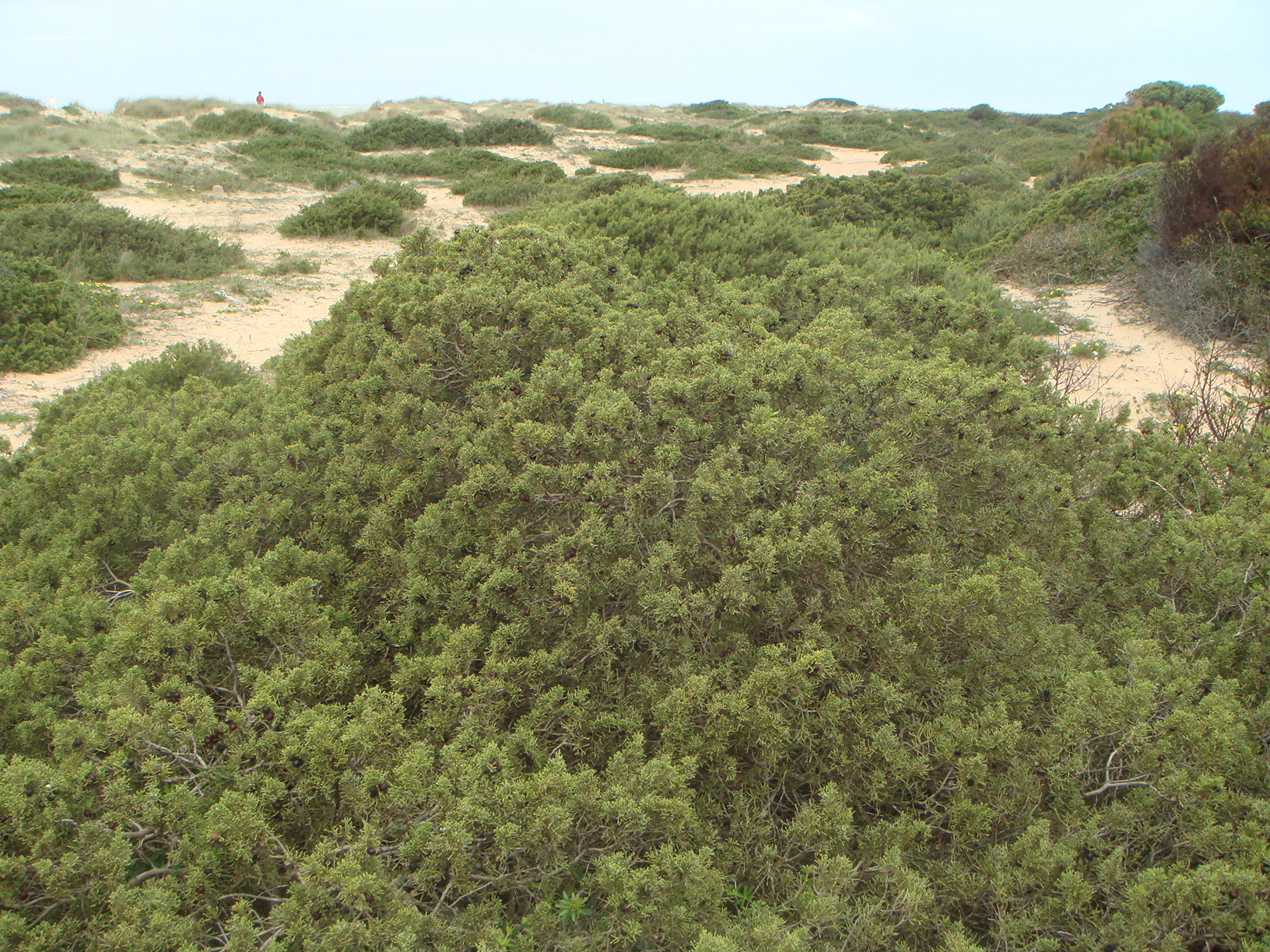
En su hábitat

## Características
Arbusto o pequeño arbolillo de hasta 8 m de altura, de hoja verde y perenne todo el año; tronco derecho, de corteza cenicienta, fibrosa y se agrieta longitudinalmente, desprendiéndose en tiras estrechas. Tiene la copa oval o redondeada, muy ramosa, con follaje muy denso, parecido al del ciprés, formado por ramas de color pardo-rojizo; ramillas redondeadas y muy finas, de 1 mm de diámetro, totalmente cubiertas de hojitas escuamiformes.

Los conos masculinos y femeninos se producen en la misma planta, en raras ocasiones van en distinto pie de planta.
Florece a finales de invierno o en primavera y las arcéstidas maduran al segundo año, son de color verde o verde-leonado, al principio y al madurar de color rojizo y lustrosos.
Como toda la familia, es una planta muy variable y con muchas variedades y subespecies.
Hábitat
Se cría en todo tipo de suelo y condiciones; en las dunas y arenales marítimos (var. oophora), en los suelos volcánicos, en los suelos algo salinos, en los ácidos, en los calcáreos, en las fisuras de las rocas y en los acantilados. Desde el nivel del mar hasta cerca de los 1400 m s. n. m., donde empieza a escasear, aguantando intensas heladas y climas muy secos, con menos de 300 mm anuales de precipitación y fuertes vientos.
Longevidad
Estudios dendrocronológicos realizados sobre arbustos y árboles que viven en grietas de rocas en la cuenca mediterránea, han concluido que estos ejemplares pueden alcanzar edades muy por encima de la que podría suponerse, viendo su reducido tamaño. De hecho, se han encontrado algunos ejemplares de sabina negral especialmente antiguos, entre los cuales estaría el arbusto más viejo de la península ibérica. Concretamente, en el parque natural de Guara (Huesca) se ha reportado un individuo de 927 años (basándose en la datación con Carbono-14). El recuento de anillos arrojó la nada despreciable cifra de 655 años. Por lo que parece, el recuento de anillos en Juniperus viejos es especialmente complejo y si solo se utiliza este método se tiende a subestimar la edad de los ejemplares.
Este individuo de sabina negral ha sido bautizado con el nombre de Sancho, en honor al escudero de Don Quijote.

## Usos
La madera es compacta, de grano fino, muy resistente, de color pardo-amarillento o rojizo y muy aromática; es excelente para fabricar carbón, lo que sin duda ha motivado, la escasez de ejemplares bien desarrollados. A veces se cultiva como ornamental.
El aceite esencial del árbol es especialmente rico en el tricíclico sesquiterpeno thujopseno; el duramen contiene un estimado  2.2% de este hidrocarburo. El bioquímico Jarl Runeburg señaló en 1960 que "Juniperus phoenicea parece ser la fuente más conveniente de Thujopseno hasta ahora encontrada."

## Taxonomía
Juniperus phoenicea fue descrita por Carlos Linneo y publicado en Species Plantarum 2: 1040. 1753.
Citología
Número de cromosomas de Juniperus phoenicea (fam. Cupressaceae) y táxones infraespecíficos: 2n=22
Etimología
Juniperus: nombre genérico que procede del latín iuniperus, que es el nombre del enebro.
phoenicea: epíteto latíno que significa "rojo, encarnado", tal vez en referencia al color de los frutos. 
Variedades aceptadas
- Juniperus phoenicea var. turbinata (Guss.) Parl.

Sinonimia
- Cupressus devoniana Beissn.
- Cupressus tetragona Humb. & Bonpl. ex Carrière
- Juniperus bacciformis Carrière
- Juniperus divaricata Carrière
- Juniperus formosa Carrière
- Juniperus langoldiana Gordon
- Juniperus lycia L.
- Juniperus malacocarpa Carrière
- Juniperus myosuros Sénécl.
- Juniperus myurus Beissn.
- Juniperus phoenicea var. lobelii Guss.
- Juniperus phoenicea var. lycia (L.) St.-Lag.
- Juniperus phoenicea var. malacocarpa Endl.
- Juniperus phoenicea f. megalocarpa Maire
- Juniperus phoenicea var. prostrata Willk.
- Juniperus phoenicea var. pyramidalis Carrière
- Juniperus phoenicea var. sclerocarpa Endl.
- Juniperus terminalis Salisb.
- Juniperus tetragona Moench
- Oxycedrus licia Garsault
- Sabina bacciformis (Carrière) Antoine
- Sabina lycia (L.) Antoine
- Sabina phoenicea (L.) Antoine
- Sabinella phoenicea (L.) Nakai[7][8]

## Nombres comunes
- Castellano:  abircuajar, alerce hispánico, arbusto del incienso, cedro, cedro de España (4), cedro de España con fruto encarnado, cedro de fruto mayor, cedro hispánico, chaparra, chaparra borde, enebro, enebro licio, gayuba (gálbula), roma, sabina (21), sabina albal, sabina borde (3), sabina canaria, sabina con bayas, sabina mora (8), sabina moruna, sabina negra (12), sabina negral (10), sabina pudia (2), sabina real, sabina roma (7), sabina suave (7), sabina terrera, sabino suave, tejo. (el número entre paréntesis indica las especies que tienen el mismo nombre en España)[9]